# Polaire amplificatie

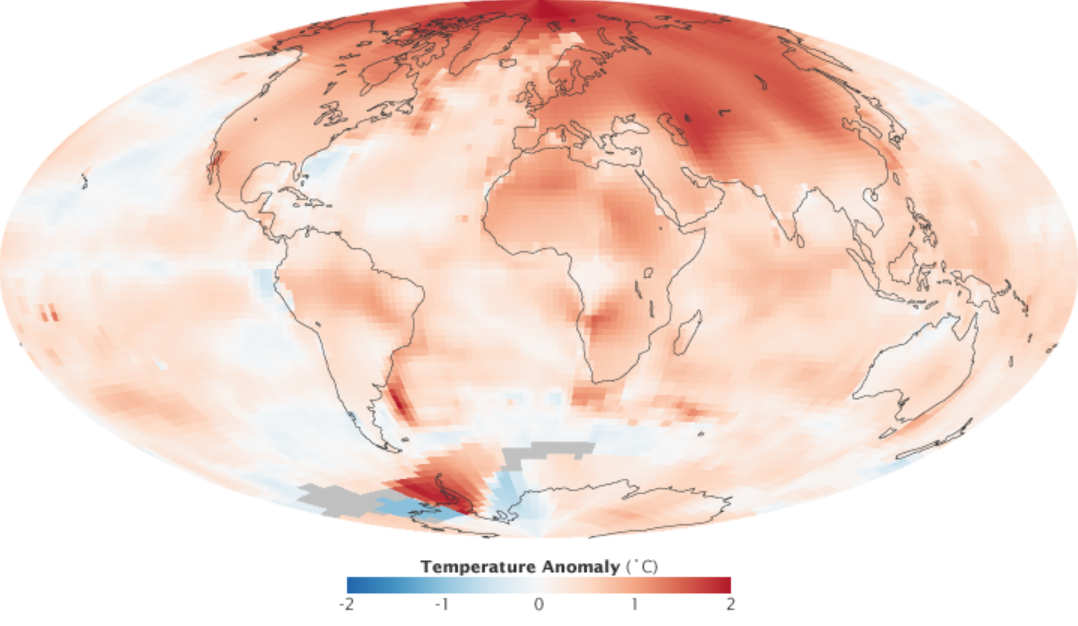
NASA GISS temperatuursverandering tussen 2000–2009, waarbij een sterke polaire amplificatie te zien is.

Polaire amplificatie is het verschijnsel waarbij veranderingen in de netto stralingsbalans (bijvoorbeeld door de toename van de aanwezigheid van broeikasgassen) een groter effect hebben op de gemiddelde temperatuur aan de polen dan op de gemiddelde temperatuur van de hele planeet. Op een planeet met een atmosfeer of een uitgebreide oceaan die warmte naar de polen kunnen geleiden zullen de polen warmer en de zone rond de evenaar kouder zijn dan voorspeld wordt door de eenvoudige lokale netto stralingsbalans.
Een voorbeeld hiervan is te vinden op de planeet Venus: door de grote toename van broeikasgassen in de atmosfeer werden de polen voldoende verwarmd om het temperatuurverschil met de evenaar teniet te doen. De oppervlaktetemperatuur werd isotherm: er is geen temperatuurverschil tussen de pool en de evenaar. Op Aarde bieden de atmosfeer en de oceanen een efficiënte manier om warmte naar de polen te transporteren. Naast andere broeikasgassen draagt ook waterdamp bij aan de polaire amplificatie. Zowel in de paleoklimatologie en bij de opwarming van de Aarde zorgden temperatuurschommelingen voor een sterke polaire amplificatie.